# Sim-yasikdang
Sim-yasikdang (심야식당?, lett. Ristorante di tarda notte; titolo internazionale Late Night Restaurant, conosciuta anche come Midnight Diner) è una serie televisiva sudcoreana trasmessa su SBS dal 4 luglio al 5 settembre 2015. La serie è basata sulla serie manga La taverna di mezzanotte.

## Trama
Un ristorante apre da mezzanotte alle sette di mattina. Il proprietario e chef, un uomo misterioso chiamato semplicemente "Master", ha solo un piatto sul menù, ma cucina qualunque cosa i clienti ordinino, mentre loro raccontano le loro storie.

## Personaggi
- Master, interpretato da Kim Seung-woo
- Ryu, interpretato da Choi Jae-sung
- Min-woo, interpretato da Nam Tae-hyun
- Signor Kim, interpretato da Jung Han-hun
- "Ciarlatano", interpretato da Joo Won-sung
- Yoo-mi/"Grassona", interpretata da Park Joon-myun
- "Janchi guksu", interpretata da Ban Min-jung
- "Bibim guksu", interpretata da Jang Hee-jung
- "Yeolmu guksu", interpretata da Son Hwa-ryung
- Cherry, interpretata da Kang Seo-yeon
- "Ragazzone", interpretato da Son Sang-kyung

## Episodi
| Episodio | Titolo                                                                   | Data di trasmissione | A livello nazionale | A livello nazionale |
| Episodio | Titolo                                                                   | Data di trasmissione | Dati TNMS           | Dati AGB            |
| -------- | ------------------------------------------------------------------------ | -------------------- | ------------------- | ------------------- |
| 1        | Tteok di riso arrosto e alghe (가래떡 구이와 김)                         | 4 luglio 2015        | 3,6%                | 3,8%                |
| 2        | Memiljeon (메밀전)                                                       | 4 luglio 2015        | 2,8%                | 3,3%                |
| 3        | Bibim guksu, yeolmu guksu, janchi guksu (비빔, 열무, 잔치국수)           | 11 luglio 2015       | 2,8%                | 3,8%                |
| 4        | Mosijogaetang (모시조개탕)                                               | 11 luglio 2015       | 1,7%                | 1,9%                |
| 5        | Hamburger (햄버그 스테이크 정식)                                         | 18 luglio 2015       | 2,4%                | 1,5%                |
| 6        | Galbi jjim con kimchi (돼지갈비 김치찜)                                  | 18 luglio 2015       | 2,3%                | 1,4%                |
| 7        | Samgyetang (삼계탕)                                                      | 25 luglio 2015       | 3,1%                | 3,4%                |
| 8        | Riso al burro (버터라이스)                                               | 25 luglio 2015       | 2,6%                | 2,4%                |
| 9        | Tteok galbi (떡갈비)                                                     | 1 agosto 2015        | 2,2%                | 2,2%                |
| 10       | Corvina gialla essiccata con orzo (보리굴비)                             | 1 agosto 2015        | 1,4%                | 2,2%                |
| 11       | Riso fritto con pollo marinato (양념치킨 볶음밥)                         | 8 agosto 2015        | 2,6%                | 2,4%                |
| 12       | Prugne cinesi (피자두)                                                   | 8 agosto 2015        | 1,9%                | 2,4%                |
| 13       | Buccino in lattina (골뱅이 통조림)                                       | 15 agosto 2015       | 1,4%                | 2,1%                |
| 14       | Patate dolci candite, calamaro e tteokbokki (감자맛탕과 통오징어 떡볶이) | 15 agosto 2015       | 1,3%                | 2,1%                |
| 15       | Miyeokguk con patate e cipolle (감자옹심이 미역국)                       | 22 agosto 2015       | 2,3%                | 1,9%                |
| 16       | Mayo ramyeon con salsa d'ostriche (굴소스 마요라면)                      | 22 agosto 2015       | 2,2%                | 1,9%                |
| 17       | Pizza di tortilla a mezzaluna (토르티야 반달피자)                        | 29 agosto 2015       | 1,8%                | 1,8%                |
| 18       | Halibut grigliato (가자미 구이)                                          | 29 agosto 2015       | 1,3%                | 1,8%                |
| 19       | Jangjorim dolsot bibimbap (장조림 돌솥비빔밥)                            | 5 settembre 2015     | 2,3%                | 2,3%                |
| 20       | Festa a base di dorosoma cepedianum autunnale (가을전어파티)             | 5 settembre 2015     | 1,9%                | 2,3%                |
| Media    | Media                                                                    | Media                |                     | 2,3%                |

## Colonna sonora
1. Until the Morning Comes (아침이 밝아올 때까지) – Younha feat. Second Moon
2. AM 08:51
3. End of Alley (골목 끝)
4. A Fiery Life (매운 인생) – Jung Cha-shik feat. D.Theo dei Soul Dive
5. Afternoon Bus Stop (오후의 버스 정류장)
6. 어느새 열매를 맺은 가로수
7. Slowly Walking (천천히 걷는다) – Kang San-e
8. The Moment When the Street Lights Turn On (가로등이 켜지는 순간)
9. White Noise (백색 소음)
10. The Past Stands on the Road (지나온 길 위에 서서) – Morra
11. Stadium (운동장)
12. 매어진 채 낡아가는 자전거
13. A Sort of Relationship (그렇고 그런 사이) – Song Hee-jin
14. 네모난 거리
15. A New Sunday (새로운 일요일) – Kim Folk

## Riconoscimenti
| Anno | Premio             | Categoria                                          | Ricevente     | Risultato   |
| ---- | ------------------ | -------------------------------------------------- | ------------- | ----------- |
| 2015 | Korea Drama Awards | Miglior nuovo attore                               | Nam Tae-hyun  | Candidato/a |
| 2015 | SBS Drama Awards   | Premio all'eccellenza, attore in un drama speciale | Kim Seung-woo | Candidato/a |